# Tancant el cercle
Tancant el cercle (títol original en anglès: Closing the Ring) és una pel·lícula dramàtica de 2007 dirigida per Richard Attenborough i coproduïda pel Regne Unit, Canadà i Estats Units. El repartiment està encapçalat per Christopher Plummer, Shirley MacLaine i Neve Campbell. La pel·lícula es va doblar al català i es va estrenar el 18 de maig de 2011 a TV3.

## Argument
Durant el funeral d'un exveterà de la Segona Guerra Mundial de l'exèrcit dels Estats Units en 1991, es reuneixen els familiars i companys de la seva mateixa promoció per donar el condol a la família i un últim adéu al mort. No obstant això, Ethel (Shirley MacLaine), la dona i vídua de l'exveterà es nega a plorar la seva mort i a entrar a l'església durant la cerimònia religiosa, fet que sorprendrà i indignarà a la seva única filla, Marie (Neve Campbell). Després de l'enterrament, es dirigeixen cap a l'antiga casa on vivia la família abans de traslladar-se. El retorn a la seva antiga llar provoca una estrany comportament en Ethel, que únicament el seu amic i company del seu exmarit, Jack (Christopher Plummer), sembla entendre. La seva filla, comença a sospitar que potser no ho sap tot sobre els seus pares.
La pel·lícula recorre a flashbacks amb records d'Ethel quan era jove i anava amb els seus amics, Jack (Christopher Plummer), Chuck David Alpay i Teddy (Stephen Amell) abans que comencés la Segona Guerra Mundial. Ethel, de família amb diners, estava enamorada de Teddy, un jove agricultor orfe.
La trama va barrejant la història d'un jove de Belfast que troba un anell d'or a la muntanya, al costat de diverses restes d'un avió nord-americà B-17. Fascinat per les restes, decideix indagar sobre el propietari de l'anell per poder-li retornar.

## Repartiment
- Shirley MacLaine és Ethel Ann
- Christopher Plummer és Jack Etty
- Mischa Barton és Ethel Ann (Jove)
- Gregory Smith és Jack Etty (Jove)
- Stephen Amell és Teddy Gordon
- Neve Campbell és Marie
- Brenda Fricker és Àvia Reilly
- Martin McCann és Jimmy Reilly
- Pete Postlethwaite és Michael Quinlan
- John Travers és Michael Quinlan (Jove)
- David Alpay és Chuck